# 四翅双十字虫
四翅双十字虫（学名：Amphistaurus tetrapterus）为十字叶虫科双十字虫属的动物。分布于大西洋、马来群岛、红海、亚丁湾、阿拉伯海、地中海以及中国东海等海域。